# Stoke St Mary
Stoke St Mary is een civil parish in het bestuurlijke gebied Somerset West and Taunton, in het Engelse graafschap Somerset met 421 inwoners.